# Исмет-бег Кријезију
Исмет-бег Кријезију (алб. Ismet Bey Kryeziu; Ђаковица, 1889 — Албанија, 1952) био је албанска политичка личност током 1930-их и 1940-их година.

## Биографија
Криезиу је рођен у Ђаковици, Пећком санџаку у Османском царству 1889. или 1888. године. Потиче из познате породице Криезиу, породице земљопоседника и политички утицајне током османске владавине. Био је нећак Али-паше Гусињнског, истакнутог члана и члана Призренске лиге 1878. године.
Криезиу је студирао у Истанбулу. После Првог светског рата изабран је за посланика у Скупштини Србије у Београду. Године 1926, након покушаја атентата и конфискације земље од југословенске владе, емигрирао је у Албанију. Криезиу је био про-зогиста. Био је један од људи од поверења краља Ахмеда Зогуа и имао је утицај на њега. Заједно са Салихом Вучитрнијем изабран је од краља Зога за организатора новоорганизованог Косовског комитета.. Ово је постало могуће након што је Зогу успео да се отараси утицајних противника као што су Бајрам Цури и Хасан Приштина, а Албанија је почела да нагиње савезу са Италијом. Комитет је промовисао иредентизам и борбу против српске власти. Активности новоорганизованог комитета у то време су биле пре свега пропагандног карактера.
Током владавине Ахмеда Зогуа Круезиу је радио као службеник у разним префектурама као што су Берат, Валона, Драч и Корчи. Године 1936. изабран је у албански парламент као посланик Косовске префектуре.
Након италијанске инвазије, заузео је снажан националистички став. Криезиу је сарађивао са Бедријем Пејанијем и Џафером Девом, лидерима Друге призренске лиге и радио на уједињењу територија насељених Албанцима у једну државу, познату под називом "Велика Албанија". Изабран је за министра ослобођених области (алб. Ministër i Tokave të Çliruara) у краткотрајној влади Екрема Либохове, (18. јануара – 11. фебруара 1943. године), наследивши Тахира Штиљу. Поново је изабран за посланика у октобру 1943. године.
Криезиу је ухапшен након победе комуниста у новембру 1944. У априлу 1945. од стране Специјалног суда као и многе друге политичке личности тог времена осуђен је на 30 година затвора, као "издајник и непријатељ народа". Умро је у затвору 1952. године.